# Projektmanagement aktuell
Projektmanagement Aktuell ist eine der führenden Fachpublikationen im Bereich Projektmanagement im deutschsprachigen Raum. Die Zeitschrift richtet sich an Fachleute und Interessierte, die sich über aktuelle Entwicklungen und Erfahrungen im Projektmanagement informieren möchten.

## Geschichte
Die Projektmanagement Aktuell hat ihre Wurzeln in der von 1990 bis 2001 erschienenen Publikation Projekt-Management. Begründer und erster Chefredakteur der Fachzeitschrift war Prof. Dr. Heinz Schelle. Seit der Gründung verfolgt die Zeitschrift das Ziel, Wissenschaft und Praxis im Bereich Projektmanagement miteinander zu verbinden. Bis Ende 2019 wurde das Magazin von TÜV Media verlegt. Ab dem 1. Januar 2020 ging die Veröffentlichung in die Verantwortung des Narr Francke Attempto Verlags über. Die Fachzeitschrift erscheint fünf Mal jährlich.

## Herausgeber
Die Projektmanagement Aktuell wird von der GPM Deutsche Gesellschaft für Projektmanagement e. V. herausgegeben, der größten deutschen Fachgesellschaft für Projektmanagement, in Zusammenarbeit mit der Schweizerischen Gesellschaft für Projektmanagement (spm) und Projekt Management Austria (pma).

### Inhaltliche Schwerpunkte
Die Zeitschrift gliedert sich in mehrere Rubriken, die regelmäßig in den Ausgaben zu finden sind:
- Reportage: Best-Practice-Beispiele aus realen Projekten.
- Politik, Wirtschaft und Gesellschaft: Interviews mit Experten und Entscheidungsträgern aus Politik, Wirtschaft und Gesellschaft.
- Wissen: Fachbeiträge zu aktuellen Themen und Entwicklungen im Bereich Projektmanagement.
- Buchbesprechungen: Rezensionen von Fachliteratur und Büchern rund um das Thema Projektmanagement.
- Kolumnen: Regelmäßige Meinungsbeiträge von Experten.

Seit dem Jahr 2020 steht jede Ausgabe der Projektmanagement Aktuell unter einem übergeordneten Thema. Beispiele für diese Oberthemen sind:
- Projekte touristischer Infrastruktur (Heft 35/3)
- Nachhaltigkeit im Projektmanagement (Heft 35/2)
- Digitalisierung und KI im Projektmanagement (Heft 35/1)

## Auflage und Zielgruppe
Die Auflage der Fachzeitschrift liegt zwischen 5.000 und 10.000 Exemplaren. Sie richtet sich in erster Linie an Verantwortliche rund um das Thema Projektmanagement (Projektmanager, Portfoliomanager, Programmmanager, Projektsponsoren), Berater, Forscher und Studierende, die im Bereich Projektmanagement tätig sind oder sich für aktuelle Trends und Entwicklungen interessieren.

## Redaktion
Die Redaktion der Projektmanagement Aktuell wird von dem Wirtschaftswissenschaftler Steffen Scheurer (Hochschule für Wirtschaft und Umwelt Nürtingen-Geislingen) geleitet. Er wird unterstützt von einem Team aus Unternehmern mit Expertise im Projektmanagement, Fachredakteuren sowie Vertretern der GPM.

## Herausgeber
Die Projektmanagement Aktuell wird von der GPM Deutsche Gesellschaft für Projektmanagement herausgegeben, der größten deutschen Fachgesellschaft für Projektmanagement, in Zusammenarbeit mit der Schweizerischen Gesellschaft für Projektmanagement (spm) und Projekt Management Austria (pma).

## Verfügbarkeit
Mitglieder der GPM Deutsche Gesellschaft für Projektmanagement e. V., der Schweizerischen Gesellschaft für Projektmanagement (spm) oder von Projekt Management Austria (pma) haben im Rahmen ihrer Mitgliedschaft kostenfreien Zugriff auf die digitalen Ausgaben der Projektmanagement Aktuell.